# Condado de Etowah
O Condado de Etowah é um dos 67 condados do estado norte-americano do Alabama. De acordo com o censo de 2022, sua população é de 103.088 habitantes. A sede do condado e sua maior cidade é Gadsden. O condado foi fundado em 1866 e o seu nome provém da língua cherokee, significando "árvore comestível".

## História
A área foi originalmente dividida entre os condados vizinhos, com a maior parte integrando os condados de DeKalb e Cherokee. O condado foi designado e estabelecido pela legislatura da reconstrução em 7 de dezembro de 1866, sob o nome de condado de Baine, em homenagem ao general do exército confederado, David W. Baine.
Devido às tensões do pós-guerra e ações de insurgentes contra a população liberta, mediante uma convenção constitucional do estado o condado foi abolido em 1867, sendo reestabelecido em 1º de dezembro de 1868, com o mesmo território, mas agora com o nome de Etowah, palavra de origem cherokee, povo que em sua maioria foi removido para a região do atual Oklahoma.

### Do século XX em diante
O condado sofreu com questões relacionadas à discriminação e injustiça racial, bem como com a aplicação das leis de Jim Crow. Etowah possui um linchamento documentado entre o período de 1877 e 1950, tendo acontecido em 1906 - o caso de Bunk Richardson, um afro-americano inocente, foi associado ao caso de uma mulher branca estuprada e assassinada. A população branca se revoltou com o governador por este comutar a sentença de morte de um dos réus no caso, - provavelmente inocente, - após dois homens já terem sido executados pelo crime.

## Geografia
De acordo com o censo, sua área total é de 1.422 km², destes sendo 1.386 km² de terra e 36 km² de água. Em área total, este é o menor condado do Alabama, porém é um dos mais densamente povoados.

### Condados adjacentes
- Condado de DeKalb, norte
- Condado de Cherokee, leste
- Condado de Calhoun, sudeste
- Condado de St. Clair, sudoeste
- Condado de Blount, oeste
- Condado de Marshall, noroeste

## Transportes

### Principais rodovias
- Interstate 59
- Interstate 759
- U.S. Route 11
- U.S. Route 278
- U.S. Route 411
- U.S. Route 431
- State Route 77
- State Route 132
- State Route 179
- State Route 205
- State Route 211
- State Route 291
- State Route 759

### Ferrovias
- Alabama and Tennessee River Railway
- Norfolk Southern Railway
- Tennessee, Alabama, Georgia Railway (desativada)

## Demografia
De acordo com o censo de 2022:
- População total: 103.088
- Densidade: 74 hab/km²
- Residências: 47.643
- Famílias: 38.289
- Composição da população:
  - Brancos: 80,4%
  - Negros: 15,8%
  - Nativos americanos e do Alaska: 0,7%
  - Asiáticos: 0,9%
  - Nativos havaianos e outros ilhotas do Pacífico: 0,3%
  - Duas ou mais raças: 1,8%
  - Hispânicos ou latinos: 4,6%

## Comunidades

### Cidades
- Attalla
- Boaz (parcialmente no condado de Marshall)
- Gadsden (sede)
- Glencoe (parcialmente no condado de Calhoun)
- Hokes Bluff
- Rainbow City
- Southside (parcialmente no condado de Calhoun)

### Vilas
- Altoona (parcialmente no condado de Blount)
- Reece City
- Ridgeville
- Sardis City (parcialmente no condado de Marshall)
- Walnut Grove

### Áreas Censitárias
- Ballplay
- Bristow Cove
- Carlisle-Rockledge
- Coats Bend
- Egypt
- Gallant
- Ivalee
- Lookout Mountain
- New Union
- Tidmore Ben
- Whitesboro

### Comunidades não-incorporadas
- Anderson
- Keener
- Liberty Hill
- Mountainboro
- Pilgrims Rest

### Antiga cidade
- Alabama City